# 시코르스키 S-92
시코르스키 S-92(영어: Sikorsky S-92)는 미국 시코르스키 항공에서 생산하는 중형 쌍발 다목적 헬리콥터이다. 현재 대한민국의 대통령 전용헬기로 운용중인 헬리콥터이다.

## 역사

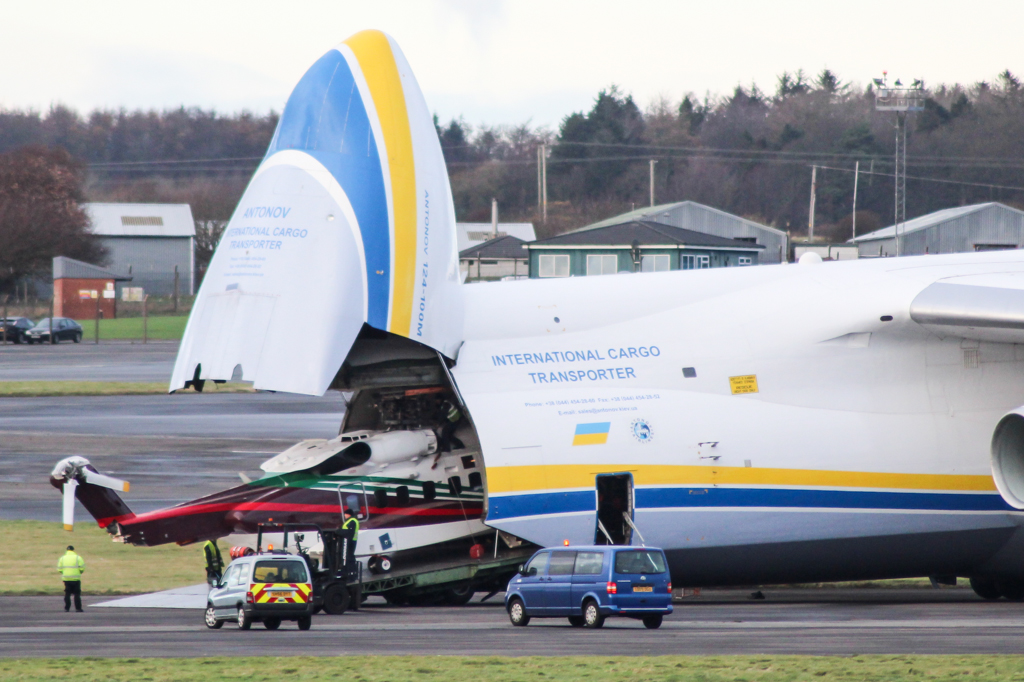
안토노프 An-124 수송기로 장거리 수송중인 슈퍼호크

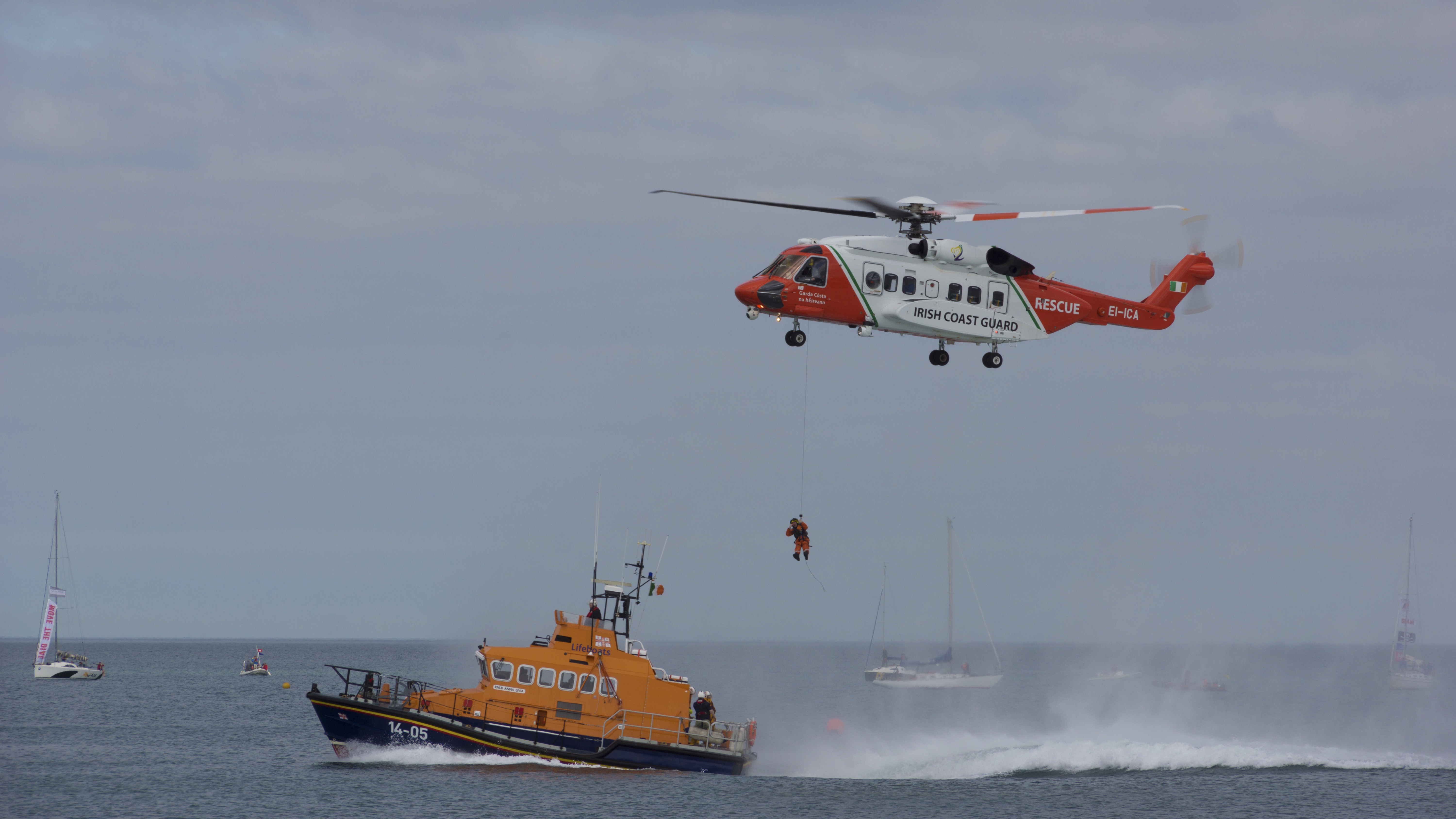
아일랜드 해안경비대의 슈퍼호크

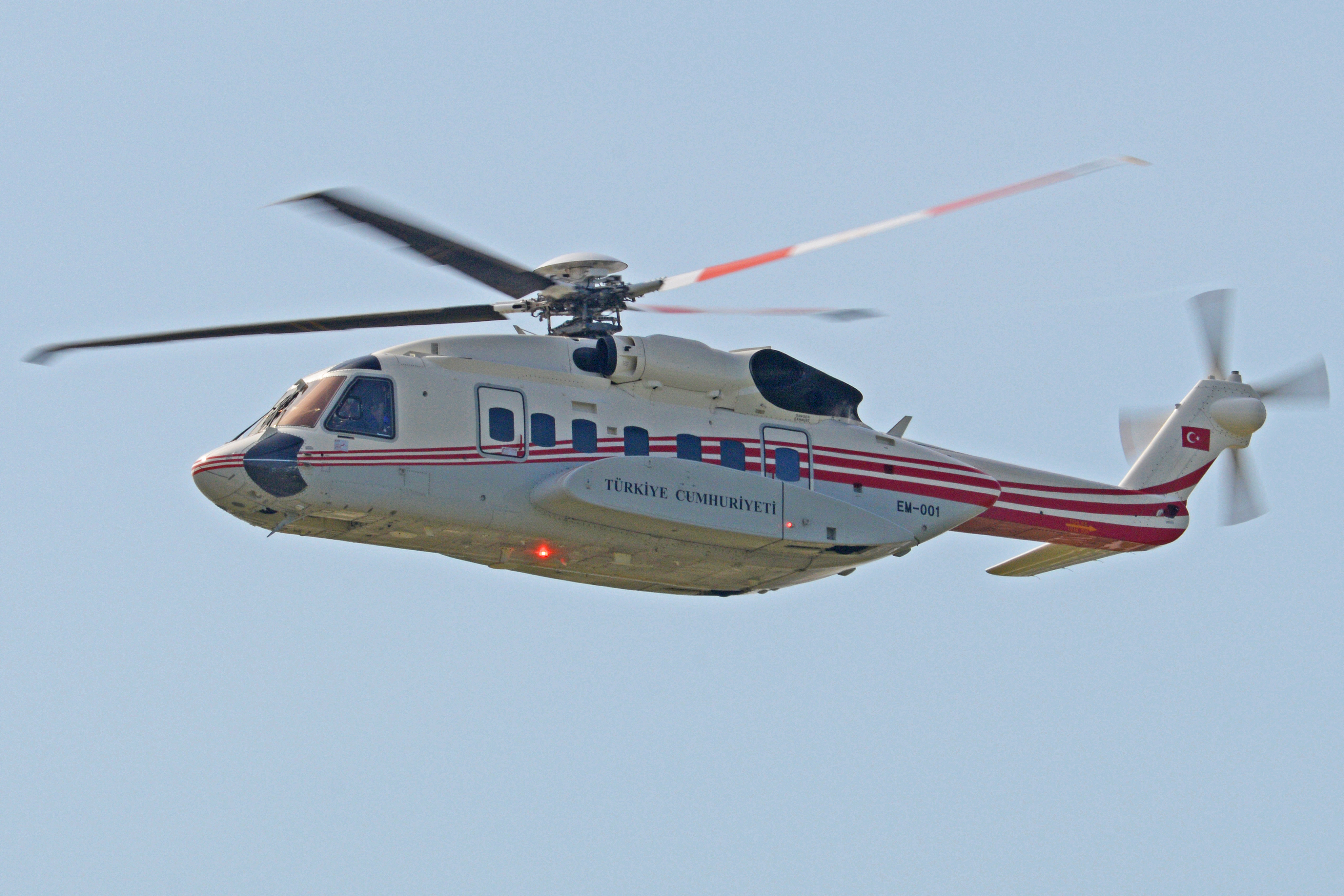
랜딩기어를 접어 넣은 슈퍼호크

최대이륙중량 10톤인 시코르스키 S-70는 UH-60 블랙호크라는 이름으로 미군 헬기로 채택되었다. 시코르스키 S-70를 개량한 최대이륙중량 12.5톤인 시코르스키 S-92의 군용 버전은 22명의 병력을 수송할 수 있으며 H-92 슈퍼호크(영어: H-92 Superhawk)라고 불린다.
슈퍼호크는 1992년 4월 S-70 헬기를 기본으로 하여 S-92C (Growth Hawk)를 개발하는 계획을 발표하였다. 그 이후 동 항공기는 1995년 6월 파리에어쇼에서 S-92A (HELIBUS)로 명명되어 선을 보였다.
시콜스키사는 동항공기 개발위험을 줄이기 위해 일본의 미스비씨 중공업, 중국의 징젠 헬기그룹 등의 회사와 기술협력을 하였고, 특히 러시아의 밀(Mil)사와는 동항공기 개발사업계획에 일부 협력하기로 하였다. 또한 S-92 헬기는 군사용과 민간용으로 구분하여 생산될 예정이다.
블랙호크는 바퀴가 고정되어 있는데, 슈퍼호크는 비행시에 바퀴를 접어 넣는다.

## 대한민국
2005년 5월 6일, 국방부는 차기 대통령 전용헬기 사업인 VH-X 사업에서, 슈퍼호크를 선정해 노무현 대통령의 재가를 받았다고 밝혔다. EH-101 멀린은 탈락했다. VH-X 사업은 1991년 도입된 미국 시콜스키의 VH-60N 화이트호크 헬기가 교환 주기(10년)를 넘김에 따라 1300억여원을 들여 새 기종으로 바꾸는 사업이다.

## 사용국가
민간용
- 브라질
- 브루나이
- 캐나다
- 중국
- 노르웨이
- 카타르
- 영국
- 미국

정부용
- 일본
- 아제르바이잔
- 바레인
- 아일랜드
- 사우디아라비아
- 대한민국
- 대만
- 튀르키예
- 투르크메니스탄
- 영국
- 미국

군용
- 캐나다
- 쿠웨이트
- 대한민국
- 미국

## 제원
일반 특성
- 승무원: 2명
- 수용량: 승객 19명
- 길이: 56 ft 2 in (17.10 m)
- 로터 직경: 56 ft 4 in (17.17 m)
- 높이: 15 ft 5 in (4.71 m)
- 디스크 면적: 2,492.3 ft² (231.54 m²)
- 경하중량: 15,500 lb (7,030 kg)
- 만재중량: 26,500 lb (12,020 kg)
- 최대이륙중량: 27,700 lb (12,568 kg)
- 동체 길이: 56 ft 2 in (17.1 m)
- 동체 폭: 17 ft 3 in (5.26 m)
- 로터 시스템: 4엽 메인 로터
- 객실 면적: 길이 20 ft, 높이 6.6 ft
- 엔진: 2 × 제너럴 일렉트릭 CT7-8A 터보샤프트, 2,520 shp (1,879 kW) 각각

성능
- 최고속도: 165 노트 (190 mph, 306 km/h)
- 순항속도: 151 노트 (174 mph, 280 km/h)
- 순항거리: 539 해리 (999 km)
- 운용고도: 14,000 ft (4,270 m)
- 회전면하중: 9.8 lb/ft² (48 kg/m²)
- 추력대중량비: 0.23 hp/lb (0.38 kW/kg)

## 같이 보기
- 시코르스키 S-70
- 아구스타웨스틀랜드 AW189
- 아구스타웨스틀랜드 AW101
- 밀 Mi-38
- NH인더스트리스 NH90
- 하얼빈 Z-20